# عدنان علي خالد
عدنان علي خالد (1934 - 25 أغسطس 1985) كاتب وشاعر فلسطيني - أردني. ولد في بلدة يازور في يافا، ثم لجأ إلى الأردن بعد النكبة 1948، وفيها أكمل تعليمه. كان عضوًا في أسرة نادي القلم الثقافي ورابطة الكتاب الأردنيين وكان صالونه في مدينة الزرقاء الأردنية مجمعًا للكتّاب. نشر قصائده ومقالاته النقدية في عدد كبير من الصحف والمجلات العربية وله دواوين شعرية ومجموعات قصصية. توفي في الزرقاء إثر أزمة قلبية حادة. 

## سيرته
ولد عدنان علي خالد سنة 1934م/1353 هـ في بلدة يازور في يافا بفلسطين وتلقى تعليمه الأولي فيها، وبعد النكبة 1948 لجأ مع أهله إلى الأردن وسكن في مدينة الزرقاء وفيها أكمل تعليمه.

كان عضواً في رابطة الكتاب الأردنيين، ونادي أسرة القلم الثقافي بالزرقاء. و كان له صالون حلاقة في الزرقاء باسم التوفيق اتخذه بعض الأدباء والكتّاب مجلساً للأدب والفكر وأصبح صالونًا أدبيًا. 

كتب عدنان خالد القصة القصيرة والرواية وله دراسات في النقد الأدبي. نشر قصصه ومقالاته في الصحف والمجلاّت، وفاز في مجال القصة القصيرة بجائزة مجلّة الطليعة الأدبية العراقية.

توفِّي سنة 25 أغسطس 1985/ 9 ذو الحجة 1405 في المستشفى بالزرقاء إثر أزمة قلبية حادة.

## شعره
نظم القصيدة العمودية وقصيدة التفعيلة، «المتاح من تجربته أربع قصائد (للزرقاء أغني، ولدي وبلدي، شرخ في الجدار، أماه) تجمع بين الوصف والتعبير عن العاطفة في لغة أقرب للمباشرة، وأسلوب أقرب للتقريرية، والميل إلى النثر أحيانا.» 

## مؤلفاته
من مجموعاته القصصية:
- الذاكرة والزمن، 1976
- هالات الحبّ الأزرق، 1981
- الفجوات، مخطوط
- طائر في الغياب، مخطوط

وله في النقد والدراسات:
- مختارات في القصّة القصيرة، 1975
- ألوان من القّصة الأردنية، 1978
- مختارات القصّة القصيرة، 1980
- مختارات القصّة القصيرة في الأردن، 1982
- القصّة القصيرة في الأردن، 1982

## وصلات خارجية
- في موقع أرشيف المجلات